# Jurassic Park (filmserie)
Jurassic Park, senare kallad Jurassic World, är en amerikansk science fiction-mediafranchise ursprungligen skapad av Michael Crichton. Den centrerar kring katastrofala försök i att skapa en temapark med klonade dinosaurier som huvudattraktion.
Universal Pictures och Amblin Entertainment köpte rättigheterna till Crichtons roman Urtidsparken innan den publicerades år 1990. Boken blev en succé, liksom Steven Spielbergs filmatisering som släpptes 1993. Filmen återutgavs i 3D på bio 2013 och valdes 2018 ut för bevarande i National Film Registry av USA:s kongressbibliotek då filmen ansågs vara "kulturellt, historiskt eller estetiskt betydelsefull". Crichtons uppföljare från 1995, En försvunnen värld, åtföljdes av en filmatisering 1997 med samma namn, återigen regisserad av Spielberg. Crichton skrev inga ytterligare uppföljare i serien, även om Spielberg skulle återvända som producent för varje efterföljande film.
2015 inleddes en ny filmtrilogi med den fjärde filmen i serien, Jurassic World. Filmen blev en kassasuccé som senare följdes av Jurassic World: Fallen Kingdom och Jurassic World Dominion. Jurassic World-filmerna skrevs av Colin Trevorrow som regisserade endast den första och tredje delen i trilogin. En sjunde del i serien, Jurassic World Rebirth, utspelar sig efter den föregående trilogin som en fristående berättelse. Den är planerad att släppas den 2 juli 2025 och är den första filmen som Trevorrow inte är med om att producera.
Många videospel och serietidningar baserade på franchisen har utgivits sedan första filmen kom ut, och flera vattenattraktioner har öppnats i olika temaparker av Universal Studios. DreamWorks Animation producerade också två animerade serier för Netflix, Jurassic World: Kritalägret och Jurassic World: Kaosteori som båda utspelas samtidigt och efter händelserna i Jurassic World-trilogin.
Franchisen är en av de bästsäljande filmserierna genom tiderna, med över 6 miljarder dollar i global biljettförsäljning fram till 2022. Jurassic Park blev i samband med nypremiären den första filmen i serien att omsätta mer än 1 miljard dollar.

## Bakgrund

### Premiss
Filmserien fokuserar främst på genmodifierade dinosaurier som löper amok på en nöjespark utanför Costa Ricas västkust. Dinosaurierna klonas från uråldrigt DNA från myggor, som sög i sig dinosauriernas blod och blev sedan fossiliserade i bärnsten. Forskare fyller sedan luckor i dinosauriernas DNA-strängar med hjälp av grod-DNA för att göra koden komplett. Även om filmerna till en början utspelar sig på fiktiva öar belägna vid Centralamerikas stillahavskust, så ser man i Jurassic World: Fallen Kingdom (2018) och Jurassic World Dominion (2022) att dinosaurierna har förflyttats till resten av världen där dom lyckats fly och orsakar kaos.
Filmserien är världskänd för sitt återskapande av kända dinosaurier, tack vare banbrytande teknik som inkluderar animatroniska effekter för närbilder och datorgenererade bilder (CGI). Den första filmen hyllades för sina effekter och skapade ett ökat intresse inom paleontologi, samtidigt som den förändrade allmänhetens syn på dinosaurier.
World-trilogin ignorerade i stort sett nya paleontologiska fynd för att upprätthålla fortsättningen med original-trilogin, vilket ledde till en del kritik från paleontologer.  Både Jurassic Park III och Jurassic World innehåller en scen där karaktärer säger att eventuella felaktigheter hos dinosaurierna kan beror på det faktum att de är genetiskt modifierade djur.  För att bättre återspegla moderna upptäckter vidareutvecklade Jurassic World Dominion (2022) konceptet med befjädrade dinosaurier som först introducerades i Jurassic Park III (2001).  

### InGen

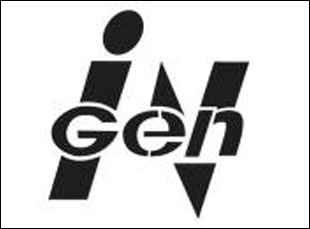
InGen är företaget bakom Jurassic Park som står för klonandet av dinosaurierna.

International Genetic Technologies, Inc. ( InGen ) är det fiktiva företaget som ansvarar för kloningen av alla dinosaurier. Enligt romanerna är företaget bosatt i Palo Alto, Kalifornien, och har även ett huvudkontor i Europa. Men den större delen av InGens forskning ägde rum på de fiktiva öarna Isla Sorna och Isla Nublar, nära Costa Rica.
InGen var etablerad i den första romanen som själva hjärnan bakom nöjesparken, men för enkelhetens skull så betonade den första filmen istället själva varumärket Jurassic Park. Namnet InGen syns i filmen flera gånger dock – på datorskärmar, helikoptrar etc. – men uttalas aldrig av karaktärerna. När Jurassic World kom ut så har InGen och all dess immateriella rättigheter köpts upp av Masrani Global Corporation.

### Biosyn
I romanerna så är Biosyn Corporation (förkortat Biosyn) InGens företagsrival. Företaget är kontroversiellt ökänd för sitt industrispionage inom genetikindustrin. Lewis Dodgson, en anställd på Biosyn, hjälper företaget med dess stölder av olika företagshemligheter. Biosyn är intresserade av att förvärva InGens dinosaurie-DNA, då dom tror att djuren kan utnyttjas i en mängd olika användningsområden, såsom jakttroféer och farmaceutiska försöksdjur. 
Dodgson gör ett mindre framträdande i den första filmen där han möter Dennis Nedry, men hans arbetsgivare namnges inte i filmen. Biosyn finns dock med i flera videospel. 
Företaget gör sin filmdebut i Jurassic World Dominion (2022). Dodgson är numera företagets VD. Bland Biosyns anställda finns nu genetikern Dr. Henry Wu och matematikern Dr. Ian Malcolm, varav den sistnämnde arbetar som företagets interna filosof. Med dinosaurier lösa runt om i världen och fångade av regeringar har Biosyn ett kontrakt för att hysa djuren vid sitt huvudkontor i Dolomiterna i Italien. Förutom att utföra farmaceutisk forskning på dinosaurierna så har företaget också släppt lös jättelika gen-modifierade gräshoppor, skapade för att sluka sina rivalers grödor och kontrollera världens matresurser. I slutet av filmen blir detta dock avslöjat för allmänheten. 

### Isla Nublar

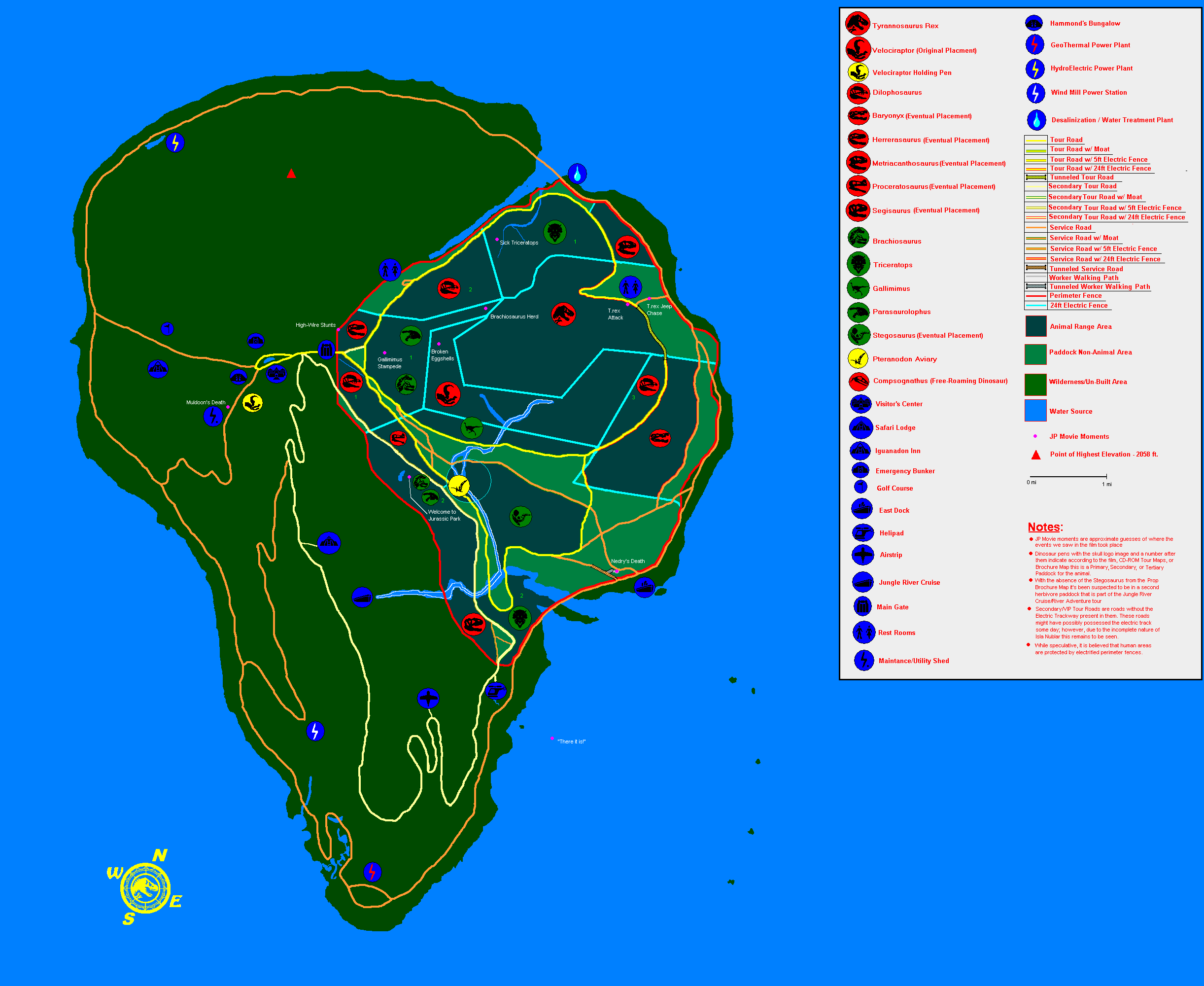
Konstgjord karta över Isla Nublar som presenterades först i Jurassic Park.

Isla Nublar är en fiktiv ö som den första romanen och dess filmatisering utspelar sig på, såväl som i Jurassic World. Den första nöjesparken var tänkt att öppna där, men det gick aldrig igenom efter strömavbrottet som ledde till att dinosaurierna rymde och flera människor blev dödade. Enligt romanen betyder dess namn "Molnön" på spanska. Ön ligger runt 190 km väster om Costa Rica. I romanen förklarar Costa Ricas regering ön osäker och förstör ön totalt genom att napalmera den; dock i filmserien så fortsätter ön att existera fram till Jurassic World -trilogin.
I Jurassic World så har en ny nöjespark (återuppbyggt från katastrofen med förra parken) blivit ett stort turistmål som styrs av Masrani Global Corporation. I slutet av filmen blir dock ön återigen övertagen av dinosaurier efter incidenten med en hybrid-rovdinosaurie kallad Indominus rex, som rymde från sin inhägnad och skapade ett makabert kaos över ön.
I Jurassic World: Fallen Kingdom förstörs Isla Nublar när dess inaktiva vulkan får utbrott.

### Isla Sorna (Plats B)
Isla Sorna, även kallad Plats B, är en annan fiktiv ö som ligger 140 km sydväst om Isla Nublar och 330 km väster om Costa Rica. Den andra romanen och dess filmatisering, såväl som den tredje filmen i serien utspelar sig där. Isla Sorna är platsen där InGen utförde större delen av sin dinosaurieforskning. Det är här som dinosaurierna avlades innan de skeppades vidare till Jurassic Park på Isla Nublar; labbet på Nublar byggdes endast som en utställningslokal menad för turister. 
Sorna är betydligt större än Nublar och har olika klimat, inklusive tropiskt, höglandstropiskt och tempererat regnskogsklimat. Sorna ingår också i en kedja med fem öar som kallas Las Cinco Muertes (spanska för "De fem dödsfällorna"), även om de andra öarna inte visas upp eller nämns i romanerna/filmerna. De används dock som banor i tv-spelet Jurassic World Evolution från 2018.
InGen övergav Isla Sorna efter händelserna i den första romanen och första filmen, och dinosaurierna som lämnas kvar börjar frodas på ön. I slutet av den andra filmen sägs det att Isla Sorna har inrättats som ett biologiskt naturreservat för djuren, efter ett misslyckat försök av InGen att flytta djuren till en ny nöjespark i San Diego. De sista dinosaurierna på Sorna flyttades till Isla Nublar inför invigningen av Jurassic World. Isla Sorna hyste några av filmseriens mest farligaste dinosaurier, specifikt velociraptorerna som hade utvecklat en enorm intelligens samt en genmodifierad Spinosaurus, som var det härskande rovdjuret på ön.

## Romaner

### Urtidsparken(1990)
År 1983 skrev Michael Crichton ursprungligen ett filmmanus om en flygödla som klonades från fossilt DNA av en grupp vetenskapsmän. Efter att ha funderat och skrivit om idén ett tag kom han på berättelsen om Jurassic Park. Crichton arbetade med boken i flera år; han bestämde sig för att hans första utkast skulle ha en nöjespark som berättelsens miljö. Men efter negativ respons så skrev Chrichton om berättelsen för att spegla den från en vuxen persons synvinkel, vilket resulterade i mer positiv feedback.
Steven Spielberg fick höra talas om romanen i oktober år 1989 när han och Crichton diskuterade ett filmmanus som skulle bli grunden för tv-serien Cityakuten. Warner Bros. Pictures, Columbia Pictures, 20th Century Fox och Universal Pictures satte varsitt bud för rättigheterna till romanen innan den publicerades. År 1990 lyckades Universal säkra rättigheterna, med stöd av Spielbergs företag Amblin Entertainment. Crichton satte en icke förhandlingsbar avgift på 1,5 miljoner dollar och krävde också en andel av bruttointäkterna. Universal betalade Crichton ytterligare 500 tusen dollar för att adaptera hans roman. David Koepp skrev det allra sista utkastet för Jurassic Park, som utelämnade mycket av romanens detaljerade sekvenser, och gjorde många ändringar hos karaktärerna. Filmen och romanen är i grund och botten väldigt lika gällande sina berättelser och sina teman, men många av romanens lite mer brutala och ambitiösa scener kunde inte tas med i filmen på grund av begränsad budget. Några av dessa är bland annat:
- Inledningen av romanen där en grupp Compsognathus lyckas ta sig från Nublar till Costa Rica där dom ses äta ett spädbarn i sin vagga.
- Scenen där Tyrannosaurien bryter sig ut ur sin inhägnad, greppar tag om en av turisternas jeepar och kastar den högt upp i luften.
- Dennis Nedrys dödsscen, som i grunden är likadan i filmen men fick några ändringar. Han blir precis som i filmen dödad av en Dilophosaurus, men största skillnaden är att han får sin mage uppriven av dinosaurien varav han sen lyfts upp av dinosaurien som smällt sina käftar runt hans huvud.
- Genetikforskaren Henry Wu dyker upp i alla filmer utom The Lost World och Jurassic Park III. I romanen dock så blir han brutalt dödad av parkens väldigt aggressiva Velociraptorer.
- En scen där Alan Grant och Hammonds barnbarn, Tim och Lex, tar sig genom djungeln på en flod i en flotte, men attackeras av samma Tyrannosaurus som simmar efter dom i floden likt en krokodil som förstör deras flotte helt och hållet.
- John Hammond överlever i den första filmen men i romanen så blir han, efter att parken fallit samman totalt, dödad av en grupp Compsognathus efter att han fallit nerför en hög kulle och brutit vristen.
- I slutet av romanen så förstörs ön fullständigt av Costa Ricas regering genom att bombardera den med brandfarlig napalm.

### En försvunnen värld(1995)
Efter att filmatiseringen av Jurassic Park släpptes på köpvideo, så blev Crichton pressad från många håll att skriva en uppföljare till romanen. Crichton avböjde alla erbjudanden tills Spielberg själv berättade för honom att han skulle kunna tänka sig att regissera en filmatisering av uppföljaren, om en sådan någonsin skrevs. Crichton började arbeta nästan omedelbart och publicerade sin nya bok, En försvunnen värld år 1995. Crichton bekräftade att hans roman hade element hämtade från romanen med samma namn av Sir Arthur Conan Doyle. Boken blev liksom föregångaren en stor succé. Filmatiseringen, The Lost World: Jurassic Park, började produceras i september 1996, ett år efter bokens publicering.

## Filmer
| Filmer                         | Utgiven      | Regissörer       | Manusförfattare                                             | Berättelse av                               | Producenter                                     |
| ------------------------------ | ------------ | ---------------- | ----------------------------------------------------------- | ------------------------------------------- | ----------------------------------------------- |
| Jurassic Park                  | 11 juni 1993 | Steven Spielberg | David Koepp & Michael Crichton                              | David Koepp & Michael Crichton              | Gerald Molen & Kathleen Kennedy                 |
| The Lost World: Jurassic Park  | 23 maj 1997  | Steven Spielberg | David Koepp                                                 | David Koepp                                 | Colin Wilson & Gerald Molen                     |
| Jurassic Park III              | 18 juli 2001 | Joe Johnston     | Jim Taylor, Peter Buchman & Alexander Payne                 | Jim Taylor, Peter Buchman & Alexander Payne | Larry Franco & Kathleen Kennedy                 |
| Jurassic World                 | 12 juni 2015 | Colin Trevorrow  | Rick Jaffa, Amanda Silver, Derek Connolly & Colin Trevorrow | Rick Jaffa & Amanda Silver                  | Frank Marshall & Patrick Crowley                |
| Jurassic World: Fallen Kingdom | 22 juni 2018 | J. A. Bayona     | Derek Connolly & Colin Trevorrow                            | Derek Connolly & Colin Trevorrow            | Belén Atienza, Frank Marshall & Patrick Crowley |
| Jurassic World Dominion        | 10 juni 2022 | Colin Trevorrow  | Colin Trevorrow & Emily Carmichael                          | Derek Connolly & Colin Trevorrow            | Frank Marshall & Patrick Crowley                |
| Jurassic World Rebirth         | 2 juli 2025  | Gareth Edwards   | David Koepp                                                 | David Koepp                                 | Frank Marshall & Patrick Crowley                |

### Jurassic Park-trilogin

#### Jurassic Park(1993)

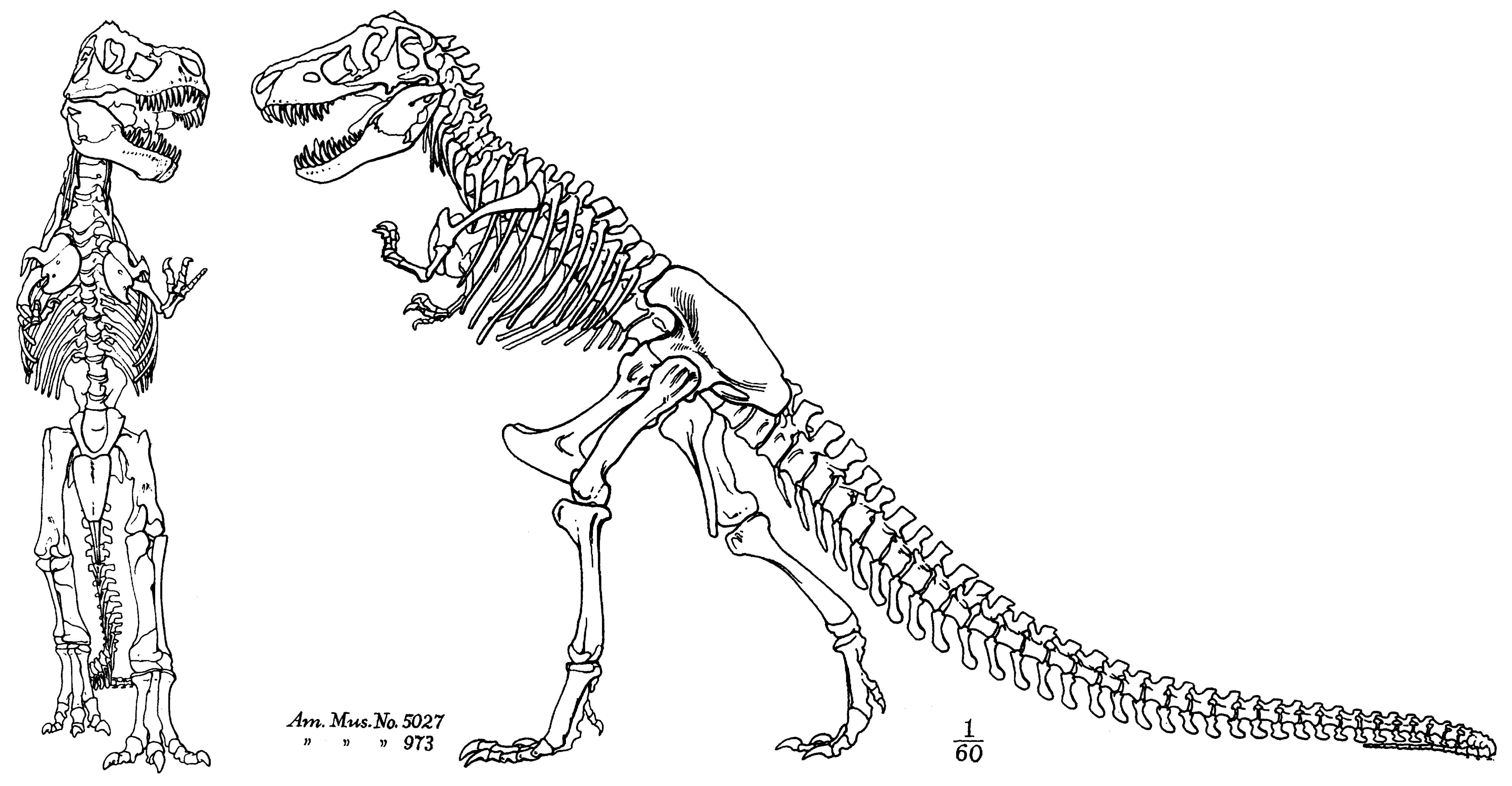
Skelettdiagram av en Tyrannosaurus från 1917 publicerat av Henry Fairfield Osborn, vilket blev grunden för affisch-omslaget på Jurassic Park, The Lost World, och de andra filmerna i serien.

Första filmen berättar om John Hammond (Richard Attenborough), en excentrisk miljardär som är ägare till Jurassic Park, en nöjespark belägen på Isla Nublar. Efter en incident där en arbetare dödas av en Velociraptor så kallar Hammond in tre specialister för att garantera parkens säkerhet och lugna parkens investerare. Specialisterna, paleontologen Alan Grant (Sam Neill), paleobotaniken Ellie Sattler (Laura Dern) och kaosteoretikern Ian Malcolm (Jeff Goldblum), blir förvånade över att se att parkens huvudattraktion är levande dinosaurier som skapats med en blandning av fossilerat DNA från bärnsten och genetisk avel/kloning. När programmeraren Dennis Nedry (Wayne Knight) stänger av strömmen till parken för att smyga ut med stulna dinosaurieembryon för att sälja till företaget Biosyn, bryter sig dinosaurierna ut från sina inhägnader och de återstående människorna måste hitta ett sätt att slå på strömmen igen och ta sig från ön levande. 
Jurassic Parks största faktor till dess succé var tack vare filmens banbrytande användning av datorgenererade bilder.. Filmen är en milstolpe inom användandet av visuella effekter och många anser att filmen banade vägen för hur filmer kom att göras idag; i synnerhet hur långt utvecklingen av visuella effekter har kommit. Under sin release drog filmen in mer än 914 miljoner dollar världen över, och blev den mest framgångsrika filmen som släppts, tills den överträffades fyra år senare av Titanic. Jurassic Park är för närvarande den 39:e mest inkomstbringande långfilmen någonsin.  Det är också den mest ekonomiskt framgångsrika filmen för NBCUniversal och Steven Spielberg.
År 2018 valdes filmen ut att bevaras i United States National Film Registry av USA:s kongressbibliotek då den anses vara "kulturellt, historiskt eller estetiskt betydelsefull".

#### The Lost World: Jurassic Park(1997)
När en familj på semester ankrar sin båt vid Isla Sorna och kommer i kontakt med dinosaurierna, kallas Ian Malcolm in av John Hammond för att leda ett team som ska dokumentera ön och dess invånare för att göra den till ett reservat, där djuren kan ströva fritt utan inblandning från omvärlden. Malcolm går med på att åka dit när han upptäcker att hans flickvän, paleontologen Sarah Harding (Julianne Moore) redan befinner sig på ön, samtidigt som Hammonds brorson, Peter Ludlow (Arliss Howard), har tagit över sin farbrors företag och leder ett team av jägare för att fånga dinosaurierna och föra dem tillbaka till en nöjespark i San Diego. De två grupperna drabbar samman och tvingas till slut att samarbeta för att undvika rovdjuren och överleva.
Innan En försvunnen värld publicerades så var en filmatisering redan under förproduktion och hade premiär i maj 1997. Filmen blev en kommersiell framgång och slog många kassarekord när den släpptes. Filmen fick blandade omdömen. Kritikernas respons på The Lost World har senare genom åren blivit mer gynnsam och vissa  kallar den för den bästa Jurassic Park-uppföljaren. Precis som den första filmen så gjorde The Lost World: Jurassic Park ett antal ändringar av handlingen och karaktärerna från romanen, där man ändrade karaktäriseringarna av flera huvudpersoner.

#### Jurassic Park III(2001)
När deras son Eric (Trevor Morgan) försvinner under en fallskärmsflygning på Isla Sorna, anlitar det gifta paret Kirby Alan Grant, för att hjälpa dem att navigera på ön och hitta sin son. Han tror att det bara är sightseeing och att han ska fungera som dinosaurieguide högt upp i säkerhet på deras plan, men han blir chockad när dom begär att landa på marken. Väl på plats så förföljs de av öns gigantiska Spinosaurus, som förstör deras plan. Medan de söker efter Eric blir situationen alltmer allvarlig när öns Velociraptorer börjar jaga dom.
Joe Johnston hade länge varit intresserad av att regissera en uppföljare till Jurassic Park och kontaktade Steven Spielberg om projektet. Spielberg ville regissera den första uppföljaren men gick med på att om det någonsin blev en tredje film skulle Johnston få regissera. Spielberg förblev dock involverad i filmen genom att bli dess exekutiva producent. Produktionen påbörjades den 30 augusti 2000 med inspelningar i Kalifornien och på Hawaii-öarna Kauai, Oahu och Molokai. Det är den första Jurassic Park-filmen som inte är baserad på en roman, även om den innehåller några oanvända delar från Crichtons romaner, som t.ex. flykten från floden och attacken i fågelburen med en flock av Pteranodon. Jurassic Park III hade en problematisk produktion och fick blandade omdömen av kritikerna.

### Jurassic World-trilogin

#### Jurassic World(2015)
Den nya trilogin tar sin början 22 år efter händelserna i Jurassic Park. En ny nöjespark med dinosaurier vid namn Jurassic World är öppnad för allmänheten och har blivit en av världens största resmål någonsin. För att höja sina besökssiffror ännu högre så skapar vetenskapsmännen med Henry Wu i ledningen en genetisk modifierad hybrid vid namn Indominus Rex, som innehar DNA från olika sorters dinosaurier, bland annat från Tyrannosaurus och Velociraptor. Indominus utvecklar dock högintelligens och flyr från sin anläggning och katastrofen blir ett faktum. Filmen slutar med att Indominus blir dödad av parkens Mosasaurus som drar ner den till botten av sin lagun.
Jurassic World fick generellt sett positiva recensioner. Det var den första filmen någonsin som drog in över 500 miljoner dollar världen över under sin öppningshelg och drog in nästan över 1,6 miljarder dollar under sin utgivningsperiod. Filmen var den tredje mest inkomstbringande filmen någonsin vid den tidpunkten. Den blev den näst mest inkomstbringande filmen 2015, och är fortfarande den nionde mest inkomstbringande filmen genom tiderna. Justerat efter inflation så är Jurassic World den mest inkomstbringande filmen i serien.

#### Jurassic World: Fallen Kingdom(2018)
3 år efter att Jurassic World föll och Isla Nublar återigen blev övertagen av dinosaurier, har öns inaktiva vulkan visat tecken på instabilitet och är på gränsen att få ett utbrott så stort att det kan utrota dom återstående djuren på ön. Före-detta Jurassic World-anställda Claire Dearing och velociraptortränaren Owen Grady får i uppdrag att leda en grupp soldater genom ön för att kunna rädda några arter från utrotning. De upptäcker dock att uppdraget är en del av en plan för att sälja de tillfångatagna dinosaurierna på svarta marknaden för att finansiera godsägaren Eli Mills genetiska forskning. 
De tillfångatagna dinosaurierna förs till ett gods i norra Kalifornien, där flera av dom auktioneras ut och därefter skickas till sina nya ägare. En ny hybriddinosaurie vid namn Indoraptor rymmer och terroriserar människorna på godset, men blir i slutet besegrad av Claire och Owen. En sidohandling om mänsklig kloning introducerades i filmen. Fallen Kingdom, i likhet med The Lost World, utforskar teman om efterdyningarna av dinosaurieparkens död på Isla Nublar och dess dinosaurier som fångas in för att exploateras av människor.
Under tidigare samtal om utvecklingen av Jurassic World, så berättade Spielberg för Trevorrow att han var intresserad av att göra flera filmer i serien. I april 2014 meddelade Trevorrow att en uppföljare till Jurassic World hade tagits fram och diskuterats: ”Vi ville skapa något som skulle vara lite mindre episodiskt, något som potentiellt skulle kunna bli en serie med en enda komplett berättelse”. Trevorrow, som sa att han skulle regissera filmen om han blev tillfrågad, berättade senare för Spielberg att han bara skulle fokusera på att regissera en film i serien. Trevorrow trodde att olika regissörer kunde tillföra olika kvaliteter till framtida filmer. Bayona var en gång tänkt att regissera första Jurassic World, men han avböjde erbjudandet eftersom han ansåg att det inte fanns tillräckligt med tid för produktionen. Inspelningen ägde rum från februari till juli 2017, bland annat i Storbritannien och Hawaii.

#### Jurassic World: Dominion(2022)
Dominion utspelar sig fyra år efter händelserna i Fallen Kingdom och dinosaurier lever numera sida vid sida med människor runt om i världen. Filmen följer återigen Owen Grady och Claire Dearing när de ger sig ut på ett räddningsuppdrag, medan Alan Grant och Ellie Sattler återförenas med Ian Malcolm för att avslöja en konspiration som involverar företaget Biosyn, en rival till det numera nedlagda InGen.
Planeringen för filmen går tillbakas ända till 2014. Trevorrow sa att filmen skulle fokusera på dinosaurierna som  spridits runt om i världen efter händelserna i Jurassic World: Fallen Kingdom, vilket gjorde det möjligt för andra människor än Dr. Henry Wu att skapa sina egna dinosaurier. Trevorrow uppgav att filmen skulle utspela sig runtom i världen och sa att idén om att Henry Wu skulle vara den enda personen med kunskap om hur man skapar en dinosaurie var långsökt ”30 år efter att denna teknik kom till liv” i filmernas universum. Dessutom skulle filmen fokusera på de dinosaurier som frigjordes i slutet av Fallen Kingdom, men den skulle inte skildra dinosaurier som terroriserar städer och går ut i krig mot människor; Trevorrow ansåg att sådana idéer var orealistiska. Istället var Trevorrow intresserad av en värld där ”möten med dinosaurier var osannolika men ändå möjliga - på samma sätt som vi ser upp för björnar eller hajar”.
Dominion drog in över 1 miljard dollar och blev den tredje mest inkomstbringande filmen 2022 samt den fjärde i franchisen som passerade miljarddollargränsen. Den fick dock mest negativa recensioner av kritiker. 

#### Jurassic World Rebirth(2025)
Jurassic World Dominion avslutade den andra filmtrilogin samt den berättelse som började i den ursprungliga trilogin, även om framtida filmer i franchisen inte hade uteslutits. Frank Marshall sa år 2020 att Dominion skulle markera ”början på en ny era”, där människor måste anpassa sig till att dinosaurier finns på fastlandet. Marshall bekräftade år 2022 att det skulle kunna göras fler filmer: ”Vi ska sätta oss ner och se hur framtiden ser ut för filmserien”.
Filmen är planerad att släppas den 2 juli 2025. David Koepp återvänder som manusförfattare, medan Frank Marshall och Patrick Crowley återigen jobbar som producenter. Steven Spielberg återvänder som exekutiv producent för projektet. Gareth Edwards står för regin, som tidigare även regisserat Rouge One: A Star Wars Story och Godzilla.
Berättelsen följer en ny grupp av karaktärer som får jobbet att hämta DNA-prover från tre av de största dinosaurierna som finns ute i världen, då deras DNA innehåller ämnen som kan användas i medicinska syften. Detta uppdrag leder dom till en ö som var en forskningsanläggning för Jurassic Park, där många av kloningsexperimenten lämnades kvar då dom var alldeles för farliga att ha i den första parken.

## Tv-serier

### Jurassic World: Kritalägret(2020–2022)
Jurassic World: Kritalägret är en animerad serie som hade global premiär på Netflix den 18 september 2020. Den pågick i fem säsonger med 49 avsnitt och avslutades den 21 juli 2022. Det var ett gemensamt projekt mellan Netflix, Universal Studios, Amblin Entertainment och DreamWorks Animation. Serien utspelar sig samtidigt som händelserna i Jurassic World och de inledande scenerna i Jurassic World: Fallen Kingdom, och handlar om sex tonåringar som deltar i ett äventyrsläger på Isla Nublar. När parkens dinosaurier rymmer blir tonåringarna strandsatta och måste samarbeta för att ta sig från ön. Röstskådespelarna som medverkar är bland annat Paul-Mikél Williams, Jenna Ortega, Ryan Potter, Raini Rodriguez, Sean Giambrone, Kausar Mohammed, Jameela Jamil och Glen Powell.

### Jurassic World: Kaosteori(2024–nutid)
Kaosteori fortsätter där förra serien slutade och utspelar sig samtidigt som händelserna i Jurassic World: Dominion. Sex år efter händelserna på Isla Nublar så återförenas tonåringarna som nu är vuxna  för att avslöja en global konspiration som hotar både dinosaurier och mänskligheten. De flesta röstskådespelare återvände till sina roller, utom Ryan Potter och Jenna Ortega.

## Biljettintäkter
| Filmer                         | Utgiven i USA | Budget           | Intäkter i biljettförsäljning | Intäkter i biljettförsäljning | Intäkter i biljettförsäljning | Placering inom mest intjänade intäkter | Placering inom mest intjänade intäkter | Referenser                                |
| Filmer                         | Utgiven i USA | Budget           | USA                           | Internationellt               | Globalt                       | USA                                    | Globalt                                | Referenser                                |
| ------------------------------ | ------------- | ---------------- | ----------------------------- | ----------------------------- | ----------------------------- | -------------------------------------- | -------------------------------------- | ----------------------------------------- |
| Jurassic Park                  | 11 juni 1993  | $63 miljoner     | $407 185 075                  | $707 244 811                  | $1 114 429 886                | #42                                    | #34                                    |                                           |
| The Lost World: Jurassic Park  | 23 maj 1997   | $73 miljoner     | $229 086 679                  | $389 552 320                  | $618 638 999                  | #171                                   | #177                                   | [ 21 ]                                    |
| Jurassic Park III              | 18 juli 2001  | $93 miljoner     | $181 171 875                  | $187 608 934                  | $368 780 809                  | #280                                   | #399                                   | [ 22 ]                                    |
| Jurassic World                 | 12 juni 2015  | $215 miljoner    | $653 406 625                  | $1 018 130 819                | $1 671 537 444                | #10                                    | #8                                     | [ 23 ] [ 24 ]                             |
| Jurassic World: Fallen Kingdom | 22 juni 2018  | $432 miljoner    | $417 719 760                  | $892 746 536                  | $1 310 466 296                | #35                                    | #21                                    | [ 25 ] [ 26 ]                             |
| Jurassic World Dominion        | 10 juni 2022  | $265 miljoner    | $376 851 080                  | $625 127 000                  | $1 001 978 080                | #54                                    | #53                                    | [ 27 ] [ 26 ]                             |
| Total                          | Total         | $1,141 miljarder | $2 264 150 739                | $3 818 753 210                | $6 082 903 949                |                                        |                                        | [ 28 ] [ 21 ] [ 22 ] [ 23 ] [ 25 ] [ 27 ] |

## Kritiskt och allmänt mottagande
| Film                           | Mottagande        | Mottagande       |
| Film                           | Rotten Tomatoes   | Metacritic       |
| ------------------------------ | ----------------- | ---------------- |
| Jurassic Park                  | 91% (140 omdömen) | 68 (20 kritiker) |
| The Lost World: Jurassic Park  | 53% (85 omdömen)  | 59 (18 kritiker) |
| Jurassic Park III              | 49% (188 omdömen) | 42 (30 kritiker) |
| Jurassic World                 | 72% (358 omdömen) | 59 (49 kritiker) |
| Jurassic World: Fallen Kingdom | 47% (430 omdömen) | 51 (59 kritiker) |
| Jurassic World Dominion        | 29% (405 omdömen) | 38 (59 kritiker) |

## Serietidningar
- Jurassic Park #0–4 (juni–september 1993). Adaptering av första filmen skriven av Walter Simonson och ritad av Gil Kane.
- Jurassic Park: Raptor #1–2 (november–december 1993). Skriven av Steve Englehart och tecknad av Armando Gil och Dell Barras.
- Jurassic Park: Raptors Attack #1–4 (mars–juni 1994). Skriven av Steve Englehart, ritad av Armando Gil och Chaz Truog, med omslag av Michael Golden.
- Jurassic Park: Raptors Hijack #1–4 (juli–oktober 1994). Skriven av Steve Englehart, tecknad av Neil Vokes, med omslag av Michael Golden.
- Jurassic Park Annual #1 (maj 1995). Två berättelser i en som är en uppföljare och en prequel. Skriven av Bob Almond, Michael Golden och Renée Witterstaetter, ritad med blyerts av Claude St. Aubin och Ed Murr, med ett omslag av Michael Golden.
- Return to Jurassic Park nummer 1–9 (april 1995 – februari 1996). De första fyra numren skrevs av Steve Englehart och ritades av Joe Staton. De kommande fyra numren skrevs av Tom Bierbaum och Mary Bierbaum, och tecknades av Armando Gil. De första åtta numren hade omslag av Michael Golden.
- The Lost World: Jurassic Park nummer 1-4 (maj–augusti 1997). Adaptering av den andra filmen, skriven av Don McGregor och ritad av Jeff Butler (#1–2) samt Claude St. Aubin. Varje nummer innehöll två omslag – ett av Walter Simonson och ett fotoomslag.

## Marknadsföring och leksaker
För den första filmen så tillverkade leksaksföretaget Kenner en serie actionfigurer och dinosaurier,som marknadsfördes med logotypen ”If it's not ’Jurassic Park’, it's extinct”. Paleontologen Jack Horner, som gav råd om dinosauriee till Spielberg och produktionsteamet, anlitades också som vetenskaplig rådgivare för produktionen av dinosaurieleksakerna. Kenner hade två år på sig att utveckla leksakerna, som i slutändan sålde bra. Företaget Dakin producerade också dinosaurier i gosedjursformat baserade på filmen. Kenners systerföretag Hasbro tog över leksaksproduktionen efter premiären av Jurassic Park III och fortsatte med utgivandet av Jurassic-leksaker under en lång tid innan företaget Mattel fick licensen till filmserien av Hasbro år 2016, ett avtal som först slogfasts ett år efter att avtalet gick igenom.

## Videospel
Sedan 1993 har det producerats ett flertal Jurassic Park-videospel. I samband med utgivningen av den första filmen gav Sega och Ocean Software ut flera olika spel för olika konsoler, bland annat NES och Sega Genesis. År 1994 producerade Ocean Software en uppföljare med titeln Jurassic Park 2: The Chaos Continues, medan Sega släppte Jurassic Park: Rampage Edition. Dessutom producerade Universal Interactive Studios ett spel kallad Jurassic Park Interactive för 3DO-systemet.
1997 släpptes flera spel baserade på andra filmen i franchisen, inklusive några som skapades av DreamWorks Interactive. Ett av spelen, Trespasser, släpptes som en "digital uppföljare" till The Lost World: Jurassic Park. Spelaren axlar rollen som Anne, den enda överlevande från en flygolycka på Isla Sorna, ett år efter händelserna från filmen. Den släpptes för Microsoft Windows 1998. Den tredje filmen gav upphov till sex videospel som släpptes till PC och Game Boy Advance. Ett antal ljuspistol-arkadspel släpptes också senare med teman från alla tre filmer.
Jurassic Park: The Game är ett episodiskt spel som utspelar sig under händelserna i den första filmen. Spelet följer en ny grupp överlevande som försöker fly från Isla Nublar. Det utvecklades av Telltale Games i samarbete med Universal och släpptes år 2011.
Lego Jurassic World är ett actionäventyrsspel från 2015, utvecklat av Traveller's Tales och är utgivet av Warner Bros. Interactive Entertainment. Spelet följer handlingen i seriens första filmer.
Flera parkbyggarspel har släppts, inklusive Jurassic Park: Operation Genesis (2003), Jurassic World: The Game (2015), Jurassic World Evolution (2018), och Jurassic World Evolution 2 (2021). 
I december 2023 utannonserades ett spel med titeln Jurassic Park: Survival var under utveckling. Spelet följer en ung forskare som råkar bli kvarlämnad på Isla Nublar efter katastrofen som inträffade under första filmen. Det utvecklas av Saber Interactive.

## Åkattraktioner
Flera vattenbaserade åkattraktioner baserade på filmerna öppnades i flera av Universals nöjesparker. Den 21 juni 1996 öppnade Universal Studios Hollywood Jurassic Park: The Ride. Universal Studios Japan invigde senare denna attraktion, och Universal Islands of Adventure öppnade en ny attraktion under namnet Jurassic Park River Adventure som en del av sitt Jurassic Park-landskap som också har ett interaktivt lekområde och en byggnad gjord för att likna besökscentret från den första filmen. 
År 2018 stängdes Jurassic Park: The Ride på Universal Studios Hollywood för att bli Jurassic World: The Ride, som öppnade den 12 juli 2019. En berg-och-dalbana, känd som VelociCoaster, öppnades senare på Universal Islands of Adventure i juni 2021.

## Kända dinosaurier som syns i filmserien
- Tyrannosaurus Rex | Oviraptor
- Velociraptor             | Iguanodon
- Triceratops              | Pachyrhinosaurus
- Compsognathus      | Giganotosaurus
- Dilophosaurus         | Pyroraptor
- Stygimoloch            | Mosasaurus
- Allosaurus               | Apatosaurus
- Ankylosaurus          | Pteranodon
- Sinoceratops           | Quetzalcoatlus
- Baryonyx                 | Therizinosaurus
- Spinosaurus            | Stegosaurus
- Corythosaurus         | Dimorphodon
- Carnotaurus             | Scorpius Rex
- Indoraptor                | Ouranosaurus
- Indominus Rex        | Dimetrodon
- Gallimimus              | Atrociraptor
- Parasaurolophus    | Nasutoceratops